# Вината
„Вината“ е български игрален филм (драма) от 1976 година на режисьора Веселина Геринска, по сценарий на Любен Станев. Оператор е Пламен Вагенщайн. Музиката във филма е композирана от Димитър Грива.

## Актьорски състав
- Цветана Манева – Снежа Хариева
- Катя Паскалева – Невяна
- Светла Добринович – Милка Асенова
- Стефан Данаилов – Живко Топалов
- Йосиф Сърчаджиев – Захари
- Явор Милушев – журналистът
- Белла Цонева – жената на Живко
- Асен Тошев
- Веселин Борисов
- Димитър Хаджийски
- Мария Стефанова
- Владимир Давчев
- Елена Пенчева